# Kodai Sakuraba
Kodai Sakuraba (jap. 櫻庭功大 Sakuraba Kodai; ur. 13 lipca 1996) – japoński zapaśnik walczący w stylu klasycznym. Zajął dziesiąte miejsce na igrzyskach azjatyckich w 2022. Ósmy na mistrzostwach świata w 2021. Brązowy medalista mistrzostw Azji w 2022 i 2023. Wicemistrz świata U-23 w 2019 roku.